# Cueva del Grand Roc
Le Grand Roc es una cueva situada en el municipio de Les Eyzies-de-Tayac-Sireuil en el departamento de la Dordoña, al suroeste de Francia. Fue declarado Patrimonio de la Humanidad por la Unesco en el año 1979, formando parte del lugar «Sitios prehistóricos y grutas decoradas del valle del Vézère» con el código 85-008.
Fue descubierta el 29 de abril de 1924 por el arqueólogo Jean Maury, que entonces estaba trabajando como en el abrigo de Laugerie-Basse.
Destaca sobre todo por sus valores geológicos, al contener todas las formas existentes de cristalizaciones de calcita: estalactitas, estalagmitas, columnas estalagmíticas, concreciones fistulosas, excéntricas, charcos de roca y triángulos.